# Резня в день Святого Валентина (фильм)
«Резня в день Святого Валентина» (иногда — «Бойня в день Святого Валентина», англ. The St. Valentine's Day Massacre) — фильм американского режиссёра Роджера Кормана в жанре криминальной драмы. Освещение реальных событий 14 февраля 1929 года в Чикаго с элементами художественного вымысла. Премьера состоялась в 1967 году.

## Сюжет
Конец 1920-х годов. Аль Капоне подчинил себе весь рынок бутлегерства в Чикаго. Недоступными ему остаются только северные районы города, контролируемые бандитами Джорджа Морана по кличке «Багс» (выходцами из Ирландии и Германии). Оба лидера ведут непрекращающуюся борьбу за влияние. Встречные покушения следуют одно за другим с 1924 года. Из-за предательства лидера одной из итальянских групп Джо Аелло становится возможным убийство Паскулиано Лолордо — члена внутреннего совета Chicago Outfit, друга Капоне. Тот в ярости отдаёт приказ об уничтожении всего окружения Морана, выслеживает и собственноручно перерезает горло предателю Аелло. За две недели итальянские гангстеры выясняют день и час, когда соберётся вся верхушка банды Багса. В форме полицейских они проникают в помещение их офиса и под предлогом обыска выстраивают всех семерых присутствующих к стене, после чего хладнокровно расстреливают. К собственному счастью сам Моран опоздал на встречу и, увидев у входа в контору-гараж полицейский автомобиль, предпочёл переждать в кафе. Спустя некоторое время, он собрал пресс-конференцию, продекларировал легальность своего бизнеса в сфере недвижимости и отказался от знакомства с убитыми. Ещё позже он навсегда покинул Чикаго. Аль Капоне, в свою очередь, на собственной встрече с журналистами заявил о своей непричастности к преступлению. В течение ближайшего года все 19 исполнителей резни в день Святого Валентина пропали или умерли насильственной смертью.

## В ролях
- Джейсон Робардс — Аль Капоне
- Джордж Сигал — Питер Гусепберг, убийца из банды Багса
- Ральф Микер — Джордж Моран по кличке «Багс»
- Александр Д’арси — Джо Аелло
- Майкл Гуарини — Паскулиано Лолордо
- Гас Триконис — Рио
- Рид Хэдли — Хайме Вейсс
- Харольд Джей Стоун — Фрэнк Нитти
- Курт Кройгер — Джеймс Кларк, он же Альберт Качеллек
- Лео Гордон — Хайтлер
- Чарльз Диркоп — Сальванти

В титрах не указаны
- Джонатан Хейз — бандит, переодетый в полицейского
- Бетси Джонс-Морленд — интервьюер у бассейна

## Критика
- Роджер Эберт из Chicago Sun-Times: «Я думаю, что проблема фильма в том, что он очень запутан. В него вовлечено множество персонажей, и Корман старается упомянуть вклад каждого из них. Таким образом, пока актёр за актёром мелькает на экране, превнося минимум действия, закадровый голос с интонациями популярного диктора зачитывает статистические данные: имя, возраст, кличка, дата рождения, статус в мафии, криминальная специальность. Всё это может быть совершенно увлекательное для узкого круга избранных знатоков[3], но на мировой премьере это создало напряжённость, как на полицейском построении»[4].
- Джордж Чабот, портал epinions.com: «Роджер Корман снял „Резню в день Св. Валентина“ в стиле сериала 1959 года „Неприкасаемые“, сделав из него беспристрастное, хорошо выстроенное повествование. Атрибуты эпохи, автомобили, костюмы, оружие, — безукоризненны»[5].

## Дополнительная информация
- Эпизодическую роль одного из бандитов (в титры не включена) исполняет Джек Николсон (сцена со смазыванием пули чесноком).
- Фильм входит в список «20 великих гангстерских фильмов, которые вы никогда не видели (вероятно)», составленный журналом Empire[6].